# Microsoft Java虛擬機器
Microsoft Java虛擬機器（Microsoft Java Virtual Machine，縮寫：MSJVM）是微軟所推出的Java虛擬機器。為了支援頗受歡迎的Java applet，於是微軟免費推出此項程式，使得其自家的瀏覽器－Internet Explorer 3也可以在網頁中運行Applet。不過微軟的此項舉動於1997年10月遭到Java的開發商、同時也是其競爭對手的昇陽微系統（Sun Microsystems）指控侵權，最後雙方和解，微軟也終止了對Microsoft Java虛擬機器的開發及支援，但現今仍偶爾可見Microsoft Java虛擬機器繼續被用戶使用的情況。

## 安裝與移除
Microsoft Java虛擬機器為全自動安裝，然而微軟卻沒有提供簡易的移除方法。不過用戶可以透過在「開始功能表」的「執行」中輸入以下指令而移除Microsoft Java虛擬機器：
| RunDll32 advpack.dll,LaunchINFSection java.inf,UnInstall |

## 外部連結
- Microsoft Java home page